# Luiz Antonio da Costa Azevedo
Luiz Antonio da Costa Azevedo ( – ) foi um médico brasileiro.
Foi eleito membro da Academia Nacional de Medicina em 1835, com o número acadêmico 48, na presidência de Joaquim Cândido Soares de Meireles.